# Stits SA-11A Playmate

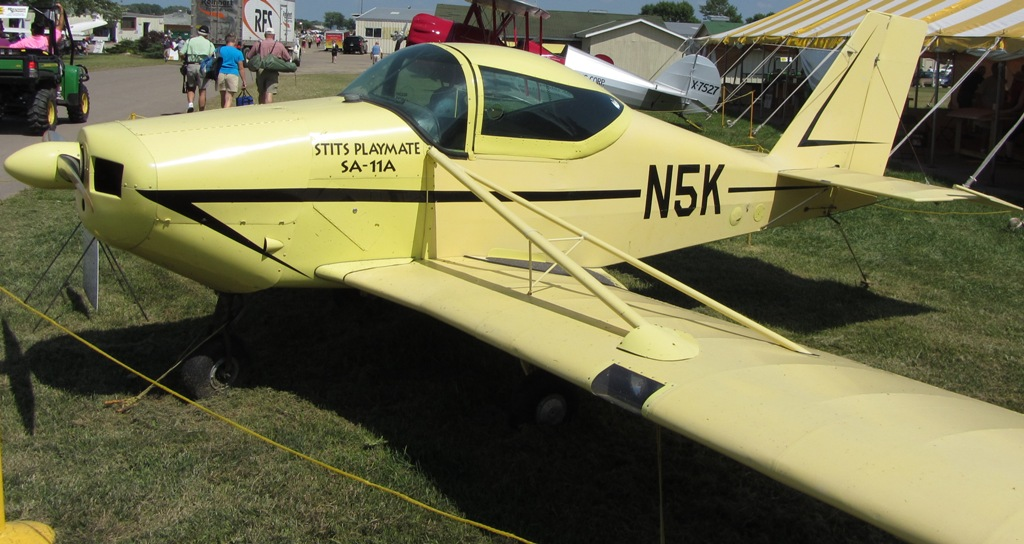
Stits SA-11A Playmate

Le Stits SA-11A Playmate est un avion de construction amateur qui comporte un mécanisme de pliage rapide des ailes pour le remorquage ou le stockage conçu par Ray Stits.

## Design
Le SA-11A est un monoplan à aile basse à entretoises, monomoteur, à train tricycle, monoplace en tandem (présence d'un petit siège latéral à l'arrière). Le fuselage est constitué de tubes en acier soudés recouverts d'un revêtement en toile d'avion. Les ailes ont un mécanisme de dégagement rapide qui leur permettent de se plier et de se verrouiller le long du fuselage en 15 à 30 secondes. Des mécanismes de sécurité ont été mis en place afin que les pilotes puissent vérifier visuellement que les ailes sont verrouillées. Un petit siège latéral à l'arrière peut accueillir 68 kg de bagages ou un passager léger.

## Histoire opérationnelle
Le prototype a été offert par Ray Stits en 1969 au EAA Airventure Museum (en) à Oshkosh, dans le Wisconsin. Son moteur a été intégré au prototype Stits SA-9A "Skycoupe" à des fins de test et de développement,.

## Spécifications

### Caractéristiques générales
- Équipage : 1
- Capacité : 1
- Longueur : 5,59 m
- Hauteur : 2,06 m
- Surface de l'aile : 11 m²
- Poids à vide : 402 kg
- Poids brut : 680 kg
- Capacité de carburant : 91 litres
- Groupe motopropulseur : 1 × Lycoming O-320 à cylindres opposés horizontalement, 150 CV (110 kW)

### Performance
- Vitesse maximale : 212 km/h
- Vitesse de croisière : 193 km/h
- Portée : 684 km
- Plafond légal : 5300 m
- Taux de montée :8.26 m/s